# Dynamine limbata
Dynamine limbata är en fjärilsart som beskrevs av Butler 1877. Dynamine limbata ingår i släktet Dynamine och familjen praktfjärilar. Inga underarter finns listade i Catalogue of Life.